# UFA Show
UFA Show & Factual ist ein Produzent von Unterhaltungssendungen für verschiedene Fernsehsender. Das Kerngeschäft des Unternehmens umfasst die Entwicklung und Produktion von Entertainmentshows verschiedener Genres. Dazu zählen Variety- und Gameshows, Quiz- und Panelshows sowie Dating-, Comedy- und Musikshows. Firmensitz ist seit Juli 2006 Köln-Deutz. Bis 2013 firmierte das Unternehmen als Grundy Light Entertainment (eigene Schreibweise: GRUNDY Light Entertainment), danach als UFA Show GmbH und seit 2015 als UFA Show & Factual GmbH.
Wie die Grundy UFA TV Produktions GmbH, die Fernsehserien produziert, gehört die UFA Show & Factual zur UFA-Gruppe und weltweit zu FremantleMedia, einem der größten internationalen Produzenten von Entertainment-Formaten. FremantleMedia gehört zur RTL Group, die wiederum ein Tochterunternehmen des deutschen Medienunternehmens Bertelsmann SE & Co. KGaA ist.
Die UFA Show GmbH ist 2015 mit der UFA Factual GmbH fusioniert und firmiert rückwirkend zum 1. Januar 2015 als UFA Show & Factual GmbH.

## Geschichte
Das Unternehmen wurde 1997 mit dem Zusammenschluss von Grundy TV und der Fremantle (Deutschland) Fernsehproduktions GmbH zu Pearson Television Deutschland verschmolzen. Von August 2001 bis August 2013 firmiert der Produzent unter dem Namen Grundy Light Entertainment. Im Zuge des UFA Rebrandings im Jahr 2013 wurde Grundy Light Entertainment in UFA Show umbenannt. Die UFA Show GmbH ist 2015 schließlich mit der UFA Factual GmbH fusioniert und heute als UFA Show & Factual GmbH.
Im Jahr 2005 baute das Unternehmen seine Produktionsaktivitäten in der Schweiz weiter aus. Grundy Light Entertainment gründete gemeinsam mit ihrem Schweizer Partner, der Ringier AG (Bereich Ringier TV), eine Tochterfirma unter Mehrheitsbeteiligung. Das neue Unternehmen firmiert unter dem Namen „Grundy Schweiz AG“.
Seit September 2010 ist das Unternehmen mit der Grundy Austria GmbH auch in Österreich (Firmensitz in Wien) vertreten. Grundy Light Entertainment hat bereits zuvor erfolgreich mit verschiedenen Sendern in Österreich zusammengearbeitet. Durch die Eröffnung der Grundy Austria GmbH ist eine noch intensivere Kooperation in der Produktion von Unterhaltungsformaten für alle Sender in Österreich möglich. Geschäftsführerin der Grundy Austria GmbH ist Ute Biernat.
Der Name Grundy geht Jahrzehnte zurück auf den Australier Reg Grundy, einen der Begründer internationaler Entertainment-Fernsehproduktionen.
UFA Show & Factual ist Mitglied im internationalen Produzentenverband FRAPA.
Von Januar 2012 bis Juni 2012 produzierte die Firma auch die Vorabend-Show Gottschalk Live, die von Thomas Gottschalk moderiert wurde.

## Produktionen (Auswahl)
- Deutschland sucht den Superstar (RTL)
- X Factor (VOX; eingestellt; 2018 wieder aufgenommen auf Sky)
- My Name is ... (RTL 2; eingestellt)
- DSDS Kids (RTL; eingestellt)
- Das Supertalent (RTL)
- Auf Leben und Tod – Notärzte im Einsatz (VOX)
- Star Quiz (ARD; eingestellt)
- Dalli Dalli (NDR)
- Gottschalk Live (ARD; eingestellt)
- Gameshow-Marathon (ProSieben; eingestellt)
- Gott sei dank, dass Sie da sind! (ProSieben; eingestellt)
- You Can Dance (Sat.1; eingestellt)
- Take Me Out (RTL)
- BayernQuiz (Bayerisches Fernsehen)
- Die Besten im Südwesten (SWR Fernsehen)
- 5 gegen 5 (RTL II)
- Das Quiz mit Jörg Pilawa (ARD; eingestellt)
- Deutschland Deine Namen (ZDF)
- Sag die Wahrheit (SWR)
- Promi ärgere Dich nicht! (Sat.1; eingestellt)
- Der große Partnerschaftstest (ARD; eingestellt)
- Die Cleversten – Der große Drei-Länder-Check (ZDF, ORF, SF; eingestellt)
- Der große Drei-Länder-Check – Die Revanche (ZDF, ORF, SF; eingestellt)
- Der Persönlichkeitstest (ZDF; eingestellt)
- Alles in Ordnung – Mit dem Wahnsinn auf Streife (ProSieben; eingestellt)
- Herzblatt (ARD/BR; eingestellt)
- Super Toy Club (Super RTL; eingestellt; 2017 wieder aufgenommen)
- Geht’s noch? (ProSieben; eingestellt)
- TOGGO soundclub (Super RTL; eingestellt)
- Big Boss (RTL; eingestellt)
- Star Search (Sat.1; eingestellt)
- The Swan – Endlich schön (ProSieben; eingestellt)
- Geh aufs Ganze (Sat.1, Kabel 1; eingestellt)
- Der Preis ist heiß (RTL; eingestellt)
- Ruck Zuck (Tele 5, RTL II, tm3, ATV+)
- Hopp oder Top (Tele 5, DSF; eingestellt)
- Familien-Duell (RTL)
- Die Quiz Show (Sat.1; eingestellt)
- Dingsda (Kabel 1, ARD; eingestellt)
- Was bin ich? (Kabel 1; eingestellt)
- Q-Boot: Das Quiz (Super RTL; eingestellt)
- Besserwisser – Die große Show des unnützen Wissens (ProSieben; eingestellt)
- Das iTeam – Die Jungs an der Maus (Sat.1; eingestellt)
- Volltreffer! Schiffe versenken XXL (Sat.1; eingestellt)

## Soziales Engagement (Auswahl)
Grundy Light Entertainment unterstützt verschiedene gemeinnützige Projekte im In- und Ausland. 
Seit 2009 engagiert sich Grundy Light Entertainment für den Kalker Kindermittagstisch e. V. Bis zu 150 Kindern ermöglicht der Verein an jedem Wochentag ein kostenloses warmes Mittagessen. Finanziert wird der Verein ausschließlich durch Spenden und erhält keinerlei Fördermittel.
Grundy Light Entertainment ist einer der Förderer der RTL-Stiftung "Wir helfen Kindern". Seit 1997 engagiert sich die Stiftung für Jugendhilfe und Kinderhilfsprojekte. Ziel der Stiftung ist es, notleidende Kinder und Jugendliche gezielt zu unterstützen. Während des jährlich stattfindenden RTL Spendenmarathons konnten bereits 101 Millionen Euro für ausgewählte Kinderhilfsprojekte auf der ganzen Welt generiert werden.

## Kritik
Recherchen des Handelsblatts enthüllten 2011, dass mindestens im Rahmen der Produktion "Das Supertalent" Kandidaten mit Knebelverträgen drangsaliert, mit intimsten Fragebögen und Interview-Techniken zu Seelen-Striptease genötigt und Auftritte durch Schnitttechniken und Nachbearbeitung erheblich verfremdet wurden. Vorwürfe auf derartige Zuschauer-Manipulationen wiederholten sich unter anderem auch in einem Interview von Supertalent-Kandidat Ammar mit dem Format Fernsehkritik-TV.